# Dideossicitidina
La dideossicitidina o zalcitabina è un tipo di principio attivo utilizzato, insieme ad altri componenti, come trattamento dell'infezione da HIV (AIDS).

## Effetti collaterali
Fra i vari effetti collaterali:
- neuropatia
- stomatite
- ulcera esofagea